# 八多村
八多村（はたむら）は、兵庫県有馬郡にあった村。現在の神戸市北区八多町各町および内包する各町にあたる。

## 地理
- 山岳：梶岡山、大蔵山、金毘羅山、東鹿見山、古倉山、ナダレ尾山
- 河川：八多川、屏風川

## 歴史
- 1889年（明治22年）4月1日 - 町村制の施行により、柳谷村・吉尾村・上小名田村・下小名田村・中村・附物村・屏風村・深谷村・西畑村の区域をもって発足。
- 1951年（昭和26年）7月1日 - 神戸市（兵庫区）に編入。同日八多村廃止。
- 1973年（昭和48年）8月1日 - 分割により、旧村域が北区の一部となる。

## 交通

### 道路
現在は旧村域に山陽自動車道の神戸北インターチェンジが所在するが、当時は未開通。